# Comalies
«Comalies» — третій студійний альбом італійського готичного альт-метал-гурту Lacuna Coil. Реліз відбувся 29 жовтня 2002 року.

## Список композицій
Автор музики і слів Lacuna Coil. 
| #     | Назва                            | Тривалість |
| ----- | -------------------------------- | ---------- |
| 1.    | «Swamped»                        | 4:00       |
| 2.    | «Heaven's a Lie»                 | 4:46       |
| 3.    | «Daylight Dancer»                | 3:50       |
| 4.    | «Humane»                         | 4:12       |
| 5.    | «Self Deception»                 | 3:31       |
| 6.    | «Aeon»                           | 1:56       |
| 7.    | «Tight Rope»                     | 4:15       |
| 8.    | «The Ghost Woman and the Hunter» | 4:09       |
| 9.    | «Unspoken»                       | 3:37       |
| 10.   | «Entwined»                       | 3:59       |
| 11.   | «The Prophet Said»               | 4:32       |
| 12.   | «Angel's Punishment»             | 3:56       |
| 13.   | «Comalies»                       | 5:01       |
| 51:44 |                                  |            |

| Німецьке обмежене видання (бонусний трек) | Німецьке обмежене видання (бонусний трек) | Німецьке обмежене видання (бонусний трек) |
| #                                         | Назва                                     | Тривалість                                |
| ----------------------------------------- | ----------------------------------------- | ----------------------------------------- |
| 14.                                       | «Lost Lullaby»                            | 5:00                                      |

| Видання для Ozzfest в США та Канаді (бонусний диск) | Видання для Ozzfest в США та Канаді (бонусний диск) | Видання для Ozzfest в США та Канаді (бонусний диск) |
| #                                                   | Назва                                               | Тривалість                                          |
| --------------------------------------------------- | --------------------------------------------------- | --------------------------------------------------- |
| 1.                                                  | «Heaven's a Lie» (Radiomix and Edit)                | 4:54                                                |
| 2.                                                  | «Swamped» (Radiomix and Edit)                       | 3:49                                                |
| 3.                                                  | «Heaven's a Lie» (Studio Acoustic Version)          | 4:12                                                |
| 4.                                                  | «Swamped» (Studio Acoustic Version)                 | 3:40                                                |
| 5.                                                  | «Unspoken» (Studio Acoustic Version)                | 3:39                                                |
| 6.                                                  | «Senzafine» (Studio Acoustic Version)               | 3:31                                                |
| 7.                                                  | «Heaven's a Lie» (Live Radio WAAF Acoustic)         | 4:01                                                |
| 8.                                                  | «Senzafine» (Live Radio WAAF Acoustic)              | 3:15                                                |
| 9.                                                  | «Aeon» (Live Radio WAAF Acoustic)                   | 1:58                                                |

## Чарти
| Чарт (2002)                        | Місце |
| ---------------------------------- | ----- |
| Франція French Albums Chart        | 69    |
| Німеччина German Albums Chart      | 45    |
| США Billboard 200                  | 178   |
| США Independent Albums (Billboard) | 9     |
| США Top Heatseekers (Billboard)    | 9     |

## Учасники запису
Lacuna Coil
- Андреа Ферро — чоловічий вокал
- Крістіна Скаббіа — жіночий вокал
- Марко "Маус" Біацці — електрогітара
- Крістіано "Піцца" Мігліоре — ритм-гітара
- Марко Коті Зелаті — бас-гітара, клавішні
- Крістіано "КріЦ" Моццаті — барабани, ударні